# Agneta Bränngård Lind
Agneta Birgitta Bränngård Lind, född 10 december 1952 i Backe i Jämtlands län, är en svensk textilkonstnär. 

## Biografi
Agneta Bränngård Lind studerade på Nyckelviksskolan i Lidingö 1971–1972, för textilkonstnären Mila Wiertz-Getz i Aachen i Tyskland 1973 och på ABF:s konstskola i Stockholm 1974–1975. Hon arbetar framför allt med  bildväv, vanligtvis för offentliga lokaler, och också med collage och akvarell. Hon bodde och arbetade mellan 1976 och 2019 i Gässemåla i Tingsryds kommun och var med och bildade konstnärsgruppen Tingsrydgruppen 1982. Sedan 2019 är hon verksam och bosatt i Skeppsmaln på Skagsudde i Örnsköldsviks kommun.
Agneta Bränngård Lind är dotter till skogvaktaren Nils Bränngård (1915–1979) och konstnären Kerstin Bränngård samt dotterdotter till textilkonstnären Greta Sandberg och skulptören Gustaf Sandberg. Hon var dotterdotterdotter till textilkonstnären Laura Sjunnesson. Hon är gift med skulptören Staffan G:son Lind (född 1946).

## Offentliga arbeten i urval
- Altarväv i Föllinge kyrka, komponerad av Kerstin Bränngård, 1978 och 1998